# Yimmi Chará
Yimmi Chará, vollständiger Name Yimmi Javier Chará Zamora, (* 2. April 1992 in Cali) ist ein kolumbianischer Fußballspieler. Er wird auf der Position eines rechten Flügelstürmers eingesetzt, alternativ wird er auch zentral oder links. Sein spielstarker Fuß ist der rechte.

## Karriere

### Verein
Yimmi Chará begann seine Laufbahn im Nachwuchsbereich von Centauros Villavicencio. Bei dem Klub schaffte Chará 2009 den Sprung in den Profikader. In der zweiten kolumbianischen Liga soll er in der Saison zu neun Einsätzen gekommen sein.
Zu Anfang des Jahres 2010 wechselte Chará zu Deportes Tolima. Das erste Pflichtspiel für Tolima und somit auch in Kolumbiens Categoría Primera A bestritt Chará am 19. September 2010, dem 10. Spieltag der Saison 2010/11, gegen América de Cali. In dem Spiel wurde er in der 61. Minute für Armando Carrillo eingewechselt. In der Saison 2012 konnte sich Chará als Stammspieler etablieren. In dem Jahr gelang ihm auch sein erstes Tor für Tolima. In der Copa Colombia spielte der Klub am 22. Februar 2012 gegen Deportivo Pereira. In dem Spiel stand Chará in der Startelf und erzielte in der 16. Minute den Treffer zum 1:0 (Endstand-2:0). Im März des Jahres erzielte Chará auch seinen ersten Treffer in der Primera A. Im Auswärtsspiel gegen Real Cartagena traf er in der 68. Minute zum 1:3-Endstand. 2012 gab Chará auch seinen Einstand auf internationaler Klubebene. In der Copa Sudamericana 2012 traf Tolima am 29. Juli 2012 in der 1. Runde des Wettbewerbs zuhause auf Deportivo Lara. In dem Spiel wurde Chará in der 78. Minute eingewechselt. Sein erstes Tor auf der Ebene gelang Chará ein Jahr später in der Copa Libertadores 2013. Im Gruppenspiel gegen Independiente Santa Fe traf er in der 51. Minute zur 1:0-Führung (Endstand-1:2). Mit dem Klub konnte Chará, mittlerweile Kapitän der Mannschaft, diese zum Titelgewinn des nationalen Pokal 2014 führen.
Nach diesem Titelgewinn wechselte Chará zum Jahreswechsel 2014/15 nach Mexiko zum CF Monterrey. Das erste Liga MX Spiel für Monterrey bestritt Chará am 12. Januar 2015. Am ersten Spieltag der Clausura 2015 wurde er im Spiel gegen Universidad de Guadalajara in der 72. Minute für seinen Landsmann Alexander Mejía eingewechselt. Am elften Spieltag des Wettbewerbs erzielte Chará seinen ersten Ligatreffer. Am 21. März im Spiel gegen den Club León, traf er zum 5:1-Endstand.
Bereits nach einem knappen halben Jahr kehrte Chará nach Kolumbien zurück. Er kam als Leihgabe zu Atlético Nacional. Zur Saison 2016 kehrte Chará nicht zu Monterrey zurück. Er wurde wieder ausgeliehen, seine neue Station war der Dorados de Sinaloa. Die Leihe wurde nach der Clausura 2016 beendet und Chará spielte den Rest des Jahres die Apertura 2016 für Monterrey. Auch in der Clausura 2017 lief Chará regelmäßig für seinen Klub auf.
Im Juni 2017 wechselte Chará zurück nach Kolumbien. Er unterschrieb einen Kontrakt über drei Jahre bei Atlético Junior. Die Ablösesumme betrug 4,5 Millionen Dollar, bis dahin die höchste Summe die ein kolumbianischer Klub für einen Spieler zahlte.
Am 12. Juni 2018 wurde seine Vertragsunterzeichnung bei Atlético Mineiro in Brasilien. Dieser erhielt eine Laufzeit über fünf Jahre. Seinen Auftakt in der brasilianischen Série A gab Chará am 19. Juli 2018, dem 13. Spieltag der Saison 2018 im Auswärtsspiel gegen Grêmio Porto Alegre. In dem Spiel stand er in der Startelf. In den insgesamt 22 Spielen, die er in der Meisterschaft noch auflief, gelang ihm nur ein Tor, war aber zweitbester Vorlagengeber des Wettbewerbs. Sein Tor gelang Chará am 14. Spieltag. Im Auswärtsspiel am 22. Juli 2018 gegen den späteren Meister Palmeiras São Paulo erzielte er in der 81. Minute den 2:2-Ausgleichstreffer (Endstand: 3:2 für Palmeiras).
Zur Saison 2020 wechselte Chará in die USA zu den Portland Timbers. Bei Portland traf er auf seinen Bruder Diego Chará, welcher seit 2011 für den Klub aktiv ist. Sein erstes Major League Soccer Spiel bestritt er am 1. April 2020 gegen Minnesota United. Bei der 1:3–Heimspielniederlage seines Klubs stand er in der Startelf. In der Saison erzielte er sein erstes Tor für den Klub. Im Auswärtsspiel bei den San José Earthquakes am 16. September traf Chará in der 33. Minute nach Vorlage seines Bruders zur 1:0–Führung (Endstand–1:1). Er blieb bei den Amerikanern für vier Spielzeiten, bei denen das beste Ergebnis die Vizemeisterschaft in der Major League Soccer 2021 war. Zum Jahresstart 2024 ging Chará zurück in seine Heimat, wo er sich zum zweiten Mal Atlético Junior anschloss.

### Nationalmannschaft
Er wurde am 8. Oktober 2014 von José Pékerman für internationale Freundschaftsspiele gegen El Salvador und Kanada zum ersten Mal in die kolumbianische Nationalmannschaft gerufen. Seinen ersten Auftritt im Dress der Nationalmannschaft hatte Chará dann am 10. Oktober 2014 im Spiel gegen El Salvador. In dem Spiel wurde er in der 72. Minute für Carlos Carbonero eingewechselt. Danach bestritt Chará noch weitere Freundschaftsspiele für das Team und nahm an Qualifikationsspielen zur Fußball-Weltmeisterschaft 2018 teil. Chará war auch Teil der 35-köpfigen Auswahl zur Vorbereitung auf WM, fand aber keinen Platz im endgültigen Kader.
Nach der WM wurde Chará wieder in den Kader berufen. Im Freundschaftsspiel gegen Venezuela am 7. September 2018 gelang ihm sein erstes Tor für die Nationalauswahl. In dem Spiel wurde er in der 75. Minute für Juan Cuadrado eingewechselt und traf in der 90. Minute zum 1:2-Sieg.

## Familie
Seine Brüder Felipe und Diego sind ebenfalls Fußballspieler.

## Erfolge
Deportes Tolima
- Copa Colombia: 2014

Atlético Nacional
- Categoría Primera A Finalización: 2015

Atlético Junior
- Copa Colombia: 2017

## Auszeichnungen
- Bester Spieler Categoría Primera A: 2015
- Torschützenkönig Kolumbien: 2017
- Atilus Auszeichnung: 2017[23]
- Bester Spieler kolumbianischer Spieler: 2017[24]